# Шапилово
Шапилово — деревня в Сергиево-Посадском районе Московской области России, входит в состав городского поселения Хотьково.

## Население
| 1859 | 1890 | 1899 | 1926 | 2002 | 2006 | 2010 |
| ---- | ---- | ---- | ---- | ---- | ---- | ---- |
| 82   | ↗158 | ↘77  | ↗239 | ↘73  | ↘59  | ↗70  |

## География
Деревня Шапилово расположена на севере Московской области, в юго-западной части Сергиево-Посадского района, примерно в 48 км к северу от Московской кольцевой автодороги, в 10 км к западу от железнодорожной станции Сергиев Посад, по правому берегу реки Пажи бассейна Клязьмы.
В 11 км юго-восточнее деревни проходит Ярославское шоссе М8, в 19 км к югу — Московское малое кольцо А107, в 11 км к северу — Московское большое кольцо А108, в 29 км к западу — Дмитровское шоссе А104. В 1,5 км севернее — линия Большого кольца Московской железной дороги, в 4 км южнее — линия Ярославского направления Московской железной дороги.
К деревне приписано садоводческое товарищество (СНТ). Ближайшие сельские населённые пункты — посёлок ОРГРЭС и посёлок станции Жёлтиково; ближайшая железнодорожная станция — Жёлтиково.

## История
В «Списке населённых мест» 1862 года — владельческая деревня 1-го стана Дмитровского уезда Московской губернии на Дмитровском тракте (из Сергиевского посада в город Дмитров), в 32 верстах от уездного города и 10 верстах от становой квартиры, при реке Паже, с 8 дворами и 82 жителями (41 мужчина, 41 женщина).
По данным на 1890 год — деревня Митинской волости 1-го стана Дмитровского уезда с 158 жителями.
В 1913 году — 25 дворов.
По материалам Всесоюзной переписи населения 1926 года — деревня Золотиловского сельсовета Хотьковской волости Сергиевского уезда Московской губернии в 8,5 км от Ярославского шоссе и 6,4 км от станции Хотьково Северной железной дороги, проживало 239 жителей (122 мужчины, 117 женщин), насчитывалось 43 крестьянских хозяйства.
С 1929 года — населённый пункт Московской области в составе:
- Горбуновского сельсовета Сергиевского района (1929—1930)[14],
- Горбуновский сельсовета Загорского района (1930—1954)[15][16],
- Митинского сельсовета Загорского района (1954—1963, 1965—1991)[17][18],
- Митинского сельсовета Мытищинского укрупнённого сельского района (1963—1965)[17],
- Митинского сельсовета Сергиево-Посадского района (1991—1994)[18],
- Митинского сельского округа Сергиево-Посадского района (1994—2006)[19],
- городского поселения Хотьково Сергиево-Посадского района (2006 — н. в.)[20][21].